# 长沮
长沮（?—?），春秋后期隐士。
前490年，孔子离开楚国的叶地回到蔡国。路上遇见长沮、桀溺两人并肩耕田，孔子认为他们是隐士，就让子路去询问渡口在何处。长沮说：“那个手执马缰的是谁？”子路回答：“是孔丘。”长沮又问：“是鲁国的孔丘吧？”子路说：“是的。”长沮回答：“那他应该知道渡口在何处。”说完，就继续耕田。子路告诉了孔子，孔子失望地说：“我们不能隐居山林里与鸟兽同群，如果不同世上的人群打交道还与谁打交道呢？如果天下太平，我就不会与你们到处奔走想改变这个世道了。”
南宋劉克莊《雜詠一百首·沮溺》一詩曰 :「皇皇問津者，藐藐耦耕人。不識吾夫子，寧非古逸民。」讚揚古人對自由與心靈的追求，諷刺逐名利者。